# Lea, Wiltshire
Lea är en by i Wiltshire distrikt i Wiltshire grevskap i England. Byn är belägen 59,3 km 
från Salisbury. Orten har 550 invånare (2016).